# Beatriu I dels Països Baixos
  Beatriu I dels Països Baixos  (neerlandès: Beatrix Wilhelmina Armgard)  (Baarn, 31 de gener de 1938) ha estat reina i cap d'Estat dels Països Baixos, des de l'any 1980 fins al 28 de gener del 2013.
El 28 gener del 2013 anuncià que abdicava a favor del seu fill, el príncep Guillem Alexandre, decisió que es va formalitzar el 30 d'abril.

## Biografia
Va néixer el 31 de gener de 1938 al Palau de Soestdijk, filla de la reina Juliana I dels Països Baixos i del príncep d'origen alemany Bernat de Lippe-Biesterfeld. Era neta per part de mare de la reina Guillemina I dels Països Baixos i Enric de Mecklenburg-Schwerin, i per part de pare de Bernat de Lippe-Biesterfeld i la baronessa Armgard of Sierstorpff-Cramm. Al costat de la seva mare i la seva àvia ha permès que durant més de cent anys fossin dones les que ocupessin el tron dels Països Baixos.
Amb l'ocupació alemanya arran de la Segona Guerra Mundial, l'any 1940 fugí amb la resta de la família reial al Regne Unit i es traslladà amb la seva mare al Canadà mentre el seu pare es quedava a Londres per col·laborar amb l'alliberació d'Europa dels exèrcits nacionalsocialistes.
Estudià dret a la Universitat de Leiden, on es llicencià l'any 1961. Durant els seus anys d'estudi va ser observadora d'un bon nombre d'organitzacions internacionals a Gènova, Estrasburg, París i Brussel·les.

## Núpcies i descendents
L'any 1956 fou declarada major d'edat i ocupà un lloc al Consell d'Estat. La princesa hereva anuncià el seu matrimoni amb el noble d'origen prussià Claus von Amsberg que se celebrà el 10 de juny de l'any 1966 a la catedral d'Amsterdam.
Claus von Amsberg havia estat membre de les Joventuts Hitlerianes i posteriorment fou mobilitzat per l'exèrcit alemany. Va participar en certes operacions militars a Itàlia, on fou fet presoner. Posteriorment s'integrà al servei diplomàtic de la República Federal d'Alemanya (RFA). L'anunci de matrimoni tingué profundes conseqüències en el si de la societat neerlandesa, que veia de formes molt diferents l'enllaç anunciat. Un sector molt important de la societat no acceptava que un alemany vinculat amb el nacionalsocialisme es casés amb la princesa hereva que un dia s'havia de convertir en cap d'estat i apostaven per la república o per una renúncia formal de la princesa Beatriu.
La parella tingué tres fills:
- SAR el príncep Guillem Alexandre dels Països Baixos (1967), casat l'any 2002 amb l'argentina Màxima Zorreguieta.
- SAR el príncep Joan Frisó dels Països Baixos (1968 - 2013), casat des de l'any 2004 amb la neerlandesa Mabel Wisse Smit.
- SAR el príncep Constantí dels Països Baixos (1969), casat l'any 2001 amb la neerlandesa Laurentien Brinkhorst.

El casament dels fills de la reina Beatriu també foren font de greus problemes. Mentre el casament del príncep hereu fou mal vist per l'alt càrrec ocupat pel pare de Zorreguieta durant la dictadura militar argentina del general Jorge Rafael Videla, el casament del príncep Joan Frisó va ser controvertit com a conseqüència d'una relació anterior de Wisse Smit amb un narcotraficant. El parlament neerlandès no va aprovar el casament de Joan Frisó que va haver de renunciar als drets dinàstics per ell i els seus descendents.

## Reina dels Països Baixos
El 30 d'abril de l'any 1980 la reina Juliana I dels Països Baixos abdicà després de 32 anys de regnat i Beatriu fou proclamada reina el mateix dia a Amsterdam. Així era la tercera sobirana consecutiva des de la pujada al tron de la seva àvia Guillermina l'any 1890. Entre els seus reconeixements i distincions cal destacar el Premi Internacional Carlemany que rebé a la ciutat d'Aquisgrà el 16 de maig de 1996, per la seva "contribució a la superació de conflictes i el reforçament dels llaços d'unitat entre els pobles d'Europa".
En aquest aspecte, Beatriu ha sabut capgirar la polèmica generada pel seu matrimoni amb el príncep Claus, pel seu origen alemany, en un factor de reconciliació entre els dos pobles. La seva gran popularitat no és aliena tampoc a un intencionat rebuig dels símbols més ostentosos de la seva condició reial. El príncep Claus va morir el 6 d'octubre de 2002 als 76 anys a Amsterdam com a conseqüència d'una pneumònia i de la malaltia de Parkinson. L'exreina Juliana morí el 20 de març del 2004 a l'edat de 94 anys i el príncep Bernat morí poc després, l'1 de desembre del mateix any, a l'edat de 93 anys.
La reina dels Països Baixos posseeix els següents títols oficials: princesa d'Orange-Nassau; duquessa de Limburg; marquesa de Veere i Vlissingen; comtessa de Katzenelnbogen, Vianden, Diez, Spiegelberg, Buren, Leerdam i Culemborg; vescomtessa d'Anvers; baronessa de Breda, Diest, Herstal, IJsselstein, Eindhoven, Cranendonck, la ciutat de Grave i el territori de Cuyk, Liesveld, Beilstein, Warneton, Arlay i Nozeroy; i senyora d'Ameland, Polanen, Geertruidenberg, Niervaart, Klundert, Naaldwijk, Bredevoort, Borculo, Lichtenvoorde, Baarn, Soest, Ter Eem, The Loo, Hooge en Lage Zwaluwe, Steenbergen, Sint-Maartensdijk, Willemstad, Montfort, Sankt-Vith, Bütgenbach, Daasburg, Besançon, Turnhout i Zevenbergen.
La sobirana neerlandesa posseïx un patrimoni excepcional que la converteix en la monarca més rica d'Europa. La seva fortuna, basada en una impressionant cartera borsària conté un important paquet accionarial de la companyia petroliera Royal Dutch Shell. A més posseeix una col·lecció de joies de valor incalculable que procedeixen d'herències familiars.